# Bouton rouge (émission de télévision)

Bouton rouge est le premier magazine de rock à la télévision française.

## Historique
Ce magazine musical est diffusé sur la 2e chaîne entre le 16 avril 1967 et le 18 mai 1968. C'est le  premier magazine consacré au rock à la télévision française. Il est présenté le plus souvent par Pierre Lattès,.
Son horaire de diffusion a varié. Il est tout d'abord programmé à 19h45 pour les trois premiers numéros puis à 20h et 21h pour les deux numéros suivants. À partir du 2 décembre 1967 il est diffusé à 18h30 et enfin à partir du 27 janvier 1968 à 18h15. L'émission est coproduite par Alain de Sédouy et  André Harris qui produisent à la même époque le magazine d'actualité Zoom. Elle est réalisée notamment par André Weinfeld. 
L'émission vise les 15-25 ans par une programmation musicale qui se veut plus en phase avec les goûts de la jeunesse, en particulier en invitant en plateau des groupes anglais ou américains ou en diffusant des reportages et des extraits de concert. Quelques artistes français comme France Gall (16 avril 1967),  Johnny Hallyday et Françoise Hardy (18 juin 1967) ont aussi les honneurs de l'émission. Composée initialement d’une série de reportages et de séquences musicales pré-enregistrées, la formule évolue vers une partie plateau. L'émission présente entre autres les Rolling Stones, The Moody Blues (9 décembre 1967 et 6 janvier 1968),  Procol Harum (13 janvier 1968), Cream (10 février 1968), Jimi Hendrix, Pink Floyd (21 mai 1967 et 24 février 1968), Small Faces (2 Mars 1968), Otis Redding (16 décembre 1967), The Doors (2 décembre 1967), James Royal (6 janvier, 4 mai et 18 mai 1968), The Yardbirds (9 mars 1968), Ten Years After (30 mars 1968),  Fairport Convention (27 avril 1968),, .
Elle est arrêtée en juillet 1968, en même temps d'ailleurs que Seize millions de jeunes, et Zoom.